# Isabelle Guisan
Pour les articles homonymes, voir Guisan.
Isabelle Guisan, née à Lausanne le 17 décembre 1948, est une écrivain suisse.

## Biographie
Vaudoise par son père, possédant également la nationalité grecque par sa mère, Isabelle Guisan fait des études de lettres avant de beaucoup voyager en Suisse et à l'étranger tant pour faire des expériences intenses que pour pratiquer le métier de journaliste. Elle a vécu cinq ans en Suisse allemande, Saint-Gall d'abord puis Zurich où elle était la première correspondante de journaux romands. Elle a aussi ramené de nombreux reportages de l'étranger et collaboré à la plupart des médias romands, quotidiens, magazines, Télévision suisse romande (pour l'émission "VIVA" notamment).
Pour le quotidien Le Temps, elle a écrit chaque semaine une chronique très personnelle sur des rencontres faites au hasard des lieux et des moments. Certains de ces brefs textes, consacrés à l'univers ferroviaire, ont été réunis en livre Train de Vie, en 1999. Depuis, elle publie des chroniques liées au vieillissement dans 24 heures et Le magazine Generations.
Une bonne partie de son activité actuelle[Quand ?] se concentre sur l'animation d'ateliers d'écriture littéraire et de moments de conversation française avec et pour migrants à Lausanne et en Grèce.
En 2002, Isabelle Guisan publie À l'ombre des confitures en pot, restitution imagée et poétique de ses souvenirs l'emmenant de Noréaz en Asie mineure en passant par la Grèce d'où est originaire une partie de sa famille. 
Depuis elle a notamment publié Hors-sol en 2018, sur le sentiment d'appartenance.
Elle écrit et interprète en 2023 un spectacle intitulée Increvable !, sur la vieillesse et l'attente de la mort.

## Publications
- STF. Le chômage : un voyage initiatique, Vevey, L'Aire, 2 juillet 1997, 83 p. (ISBN 978-2881084546)[5]
- À l'Ombre des confitures en pot, Genève, Slatkine, avril 2022 (ISBN 9782832100424)[6]
- Hors-sol, Lausanne, Éditions de la Marquise, mai 2018, 150 p. (ISBN 9782940591060)

## Sources
- « Isabelle Guisan », sur la base de données des personnalités vaudoises sur la plateforme « Patrinum » de la Bibliothèque cantonale et universitaire de Lausanne.
- Isabelle Guisan sur viceversalitterature.ch
- A D S - Autorinnen und Autoren der Schweiz - Autrices et Auteurs de Suisse - Autrici ed Autori della Svizzera